# نیشان یائوبیان

نیشان یائوبیان (ارمنی: [] Error: {{Lang}}: فاقد متن (راهنما); انگلیسی: Nishan Yaubyan؛) یک معمار و استاد دانشگاه برجسته ارمنی‌تبار است. 

## زندگی‌نامه
یائوبیان از «دبیرستان ارمنی گتروناگان» در ناحیه Karaköy استانبول فارغ‌التحصیل شد؛ پس از یادگیری معماری در دانشگاه فنی استانبول تحصیلات خویش را در دانشگاه میشیگان ادامه داد. پس از بازگشت به استانبول به عنوان استاد و مدرس در دانشگاه یدی تپه در استانبول مشغول به تدریس شد. وی همراه با گونتگین آیدوغان و هوسپ سافاراوغلو، بیمارستان SSK در بی‌اوغلو را طراحی نمود. یکی از مهمترین پروژه‌های وی ساختمان دولت محلی سقاریه (به ترکی استانبولی: Sakarya Hükümet Konağı) بود که در سال ۱۹۵۶ تکمیل شد. وی در کنار معمارانی همچون آوئیرینوس آندونیادیس (یونانی)، هاروتیون وارپورجییان (ارمنی) و انیس کورتان به فعالیت پرداخته است.

## جوایز
- 1958 Brussels Exposition Turkish Pavilion Competition, Honorable Mention Award (along with Avyerinos Andonyadis and Enis Kortan)[۱]
- Sakarya Government House Competition, First Prize (Avyerinos Andonyadis, with Enis Kortan and Harutyun Vapurciyan)
- Kocatepe Mosque Competition, 1957, Third Prize (together with Sarafoğlu Osep)[۲]
- On May 24, 2003 the Association of Independent Architects of Turkey honored him for his successful architectural contributions.[۳]